# 二塚古墳 (葛城市)
二塚古墳（ふたづかこふん）は、奈良県葛城市寺口にある古墳。形状は前方後円墳。国の史跡に指定されている。

## 概要
丘陵の尾根の先端を分断して造られた前方後円墳である。葛城山の山麓の標高約200メートルの場所に位置しており、東に大和盆地を一望することができる。
墳丘は二段構築で全長は60メートル、後円部の直径は36メートルで高さは10メートル、前方部幅約41メートル、高さや10メートル、くびれ部西側に造出がある。後方部の高さも10メートルを越えており、円墳を二つ繋げたようなずんぐりとした形となっているが、これは後方部にも石室をつくるために盛り土をしたためである。埴輪は認められないが要所に葺石が施されている。明確な周濠は無いが古墳の西は約10メートルほどの幅で平らに整地されており、東側の一段低くなった田も墓域を示す空濠の跡と考えられている。
後円部の横穴式石室は古くから開口しており存在が知られていたが、1958年（昭和33年）の発掘調査で後方部と西側の造出部分にも横穴式石室があることが判明した。出土品は奈良国立博物館が収蔵している。
出土品などの分析から、築造時期は古墳時代後期の6世紀前半から中ごろとみられている。

## 埋葬施設

前方部石室俯瞰図

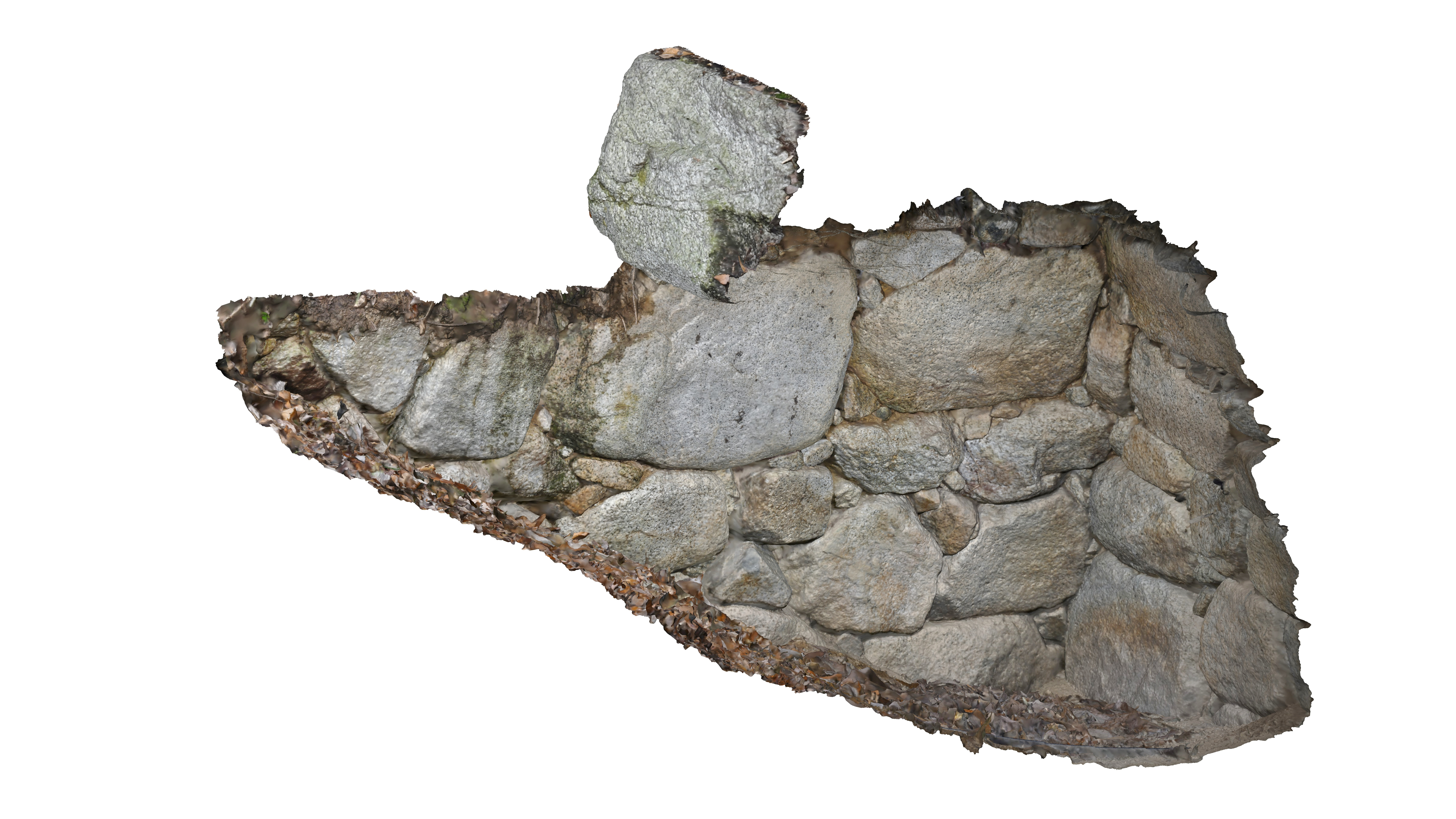
造出部石室俯瞰図

前方部石室
展開図
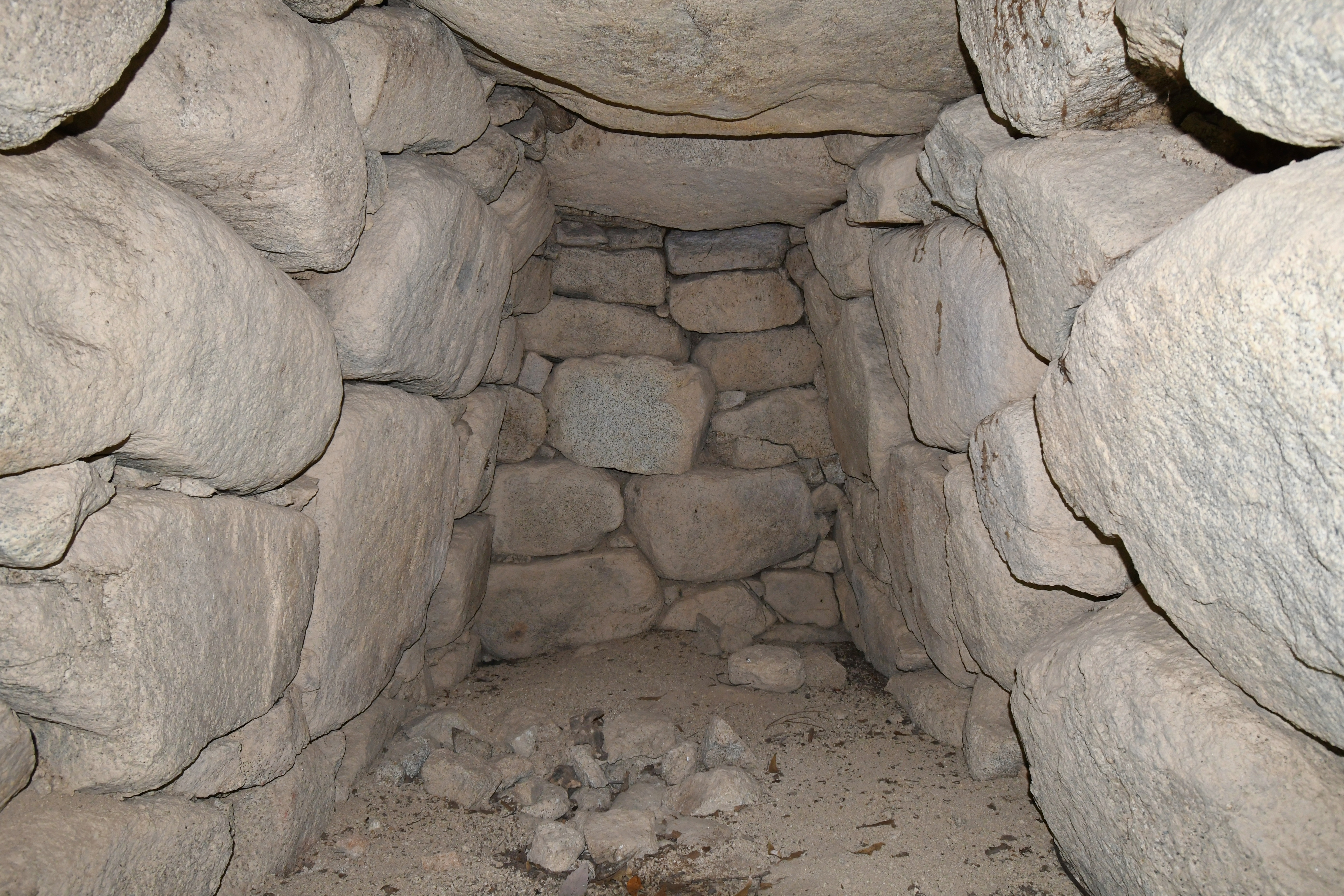
玄室（奥壁方向）
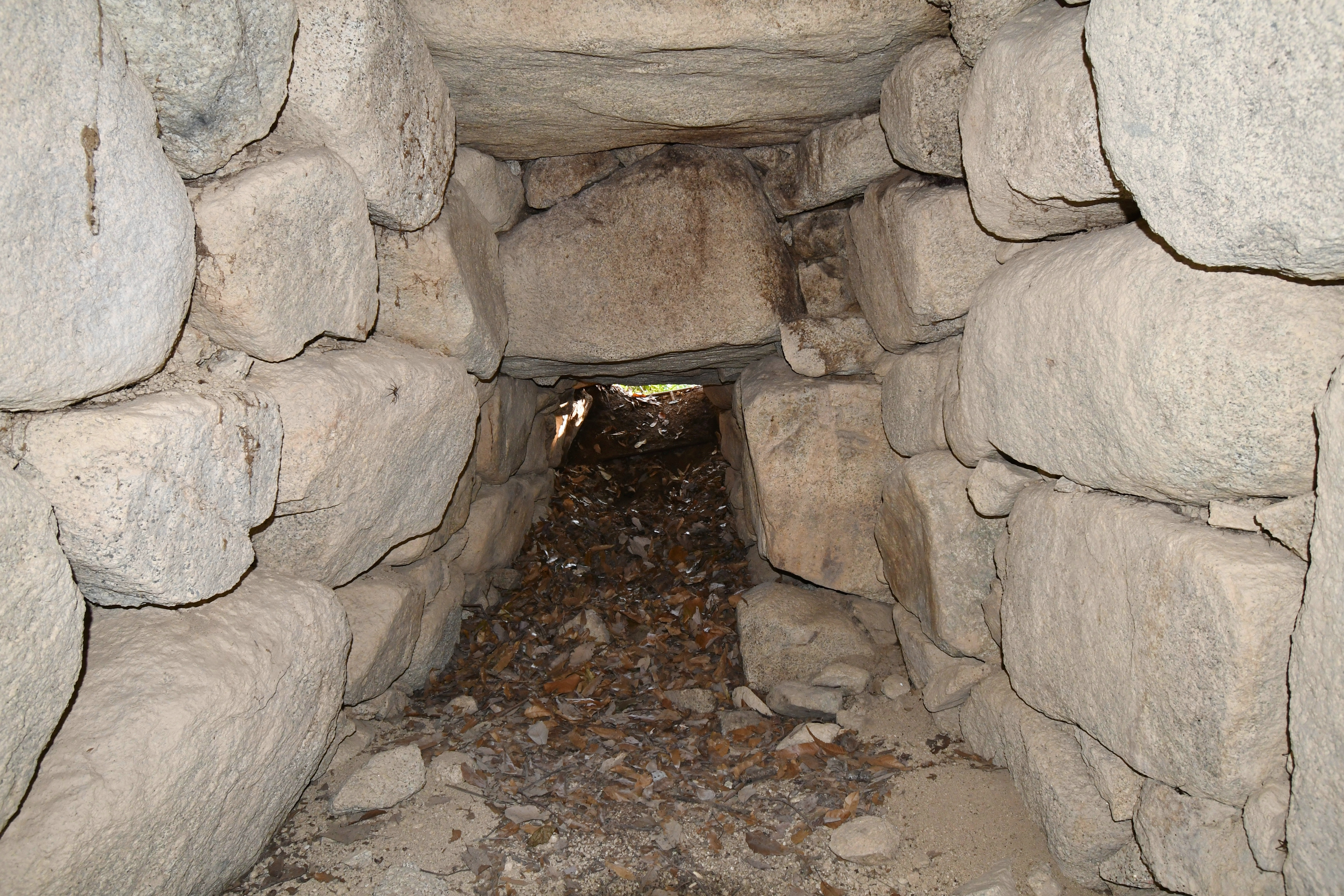
玄室（開口部方向）
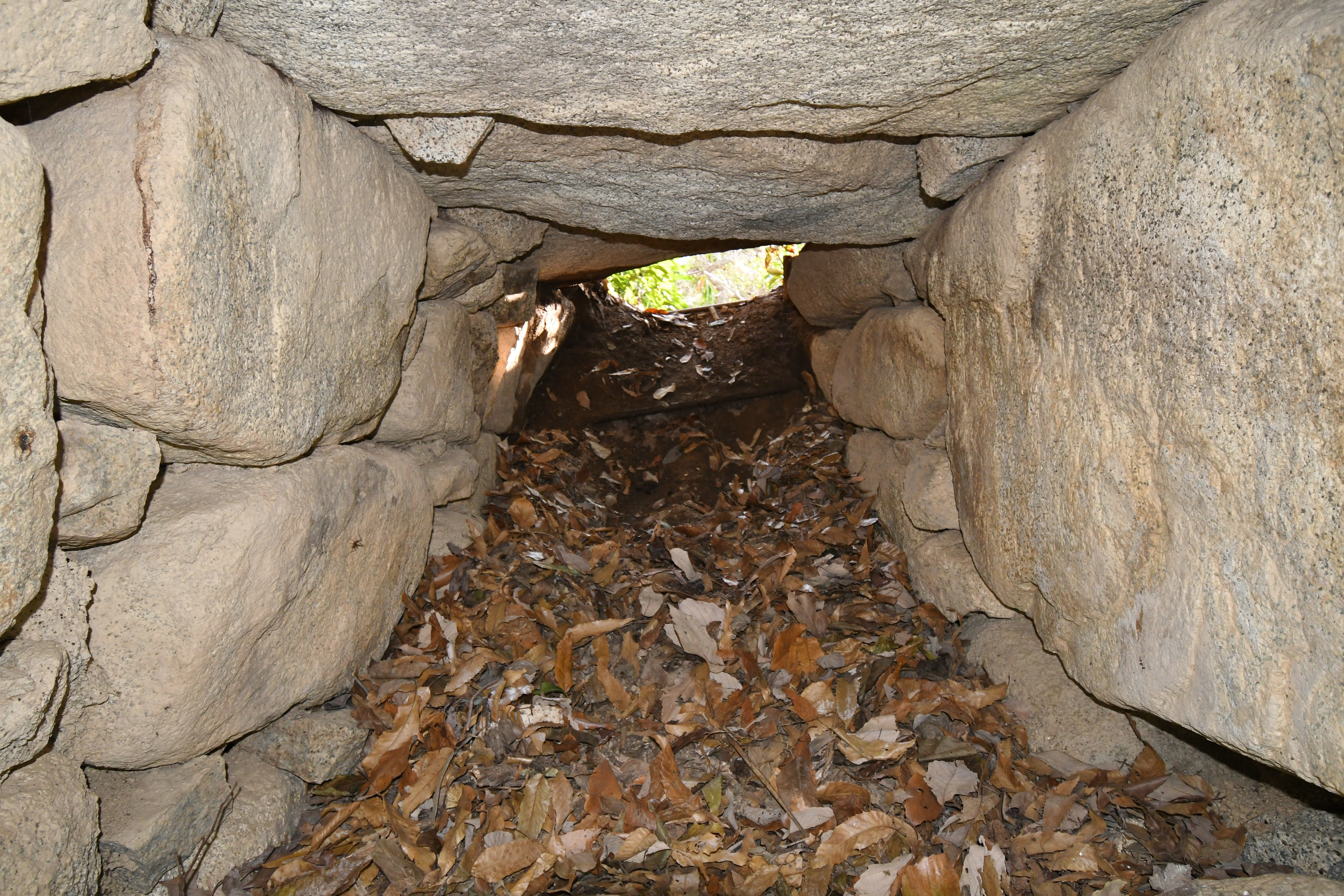
羨道（開口部方向）
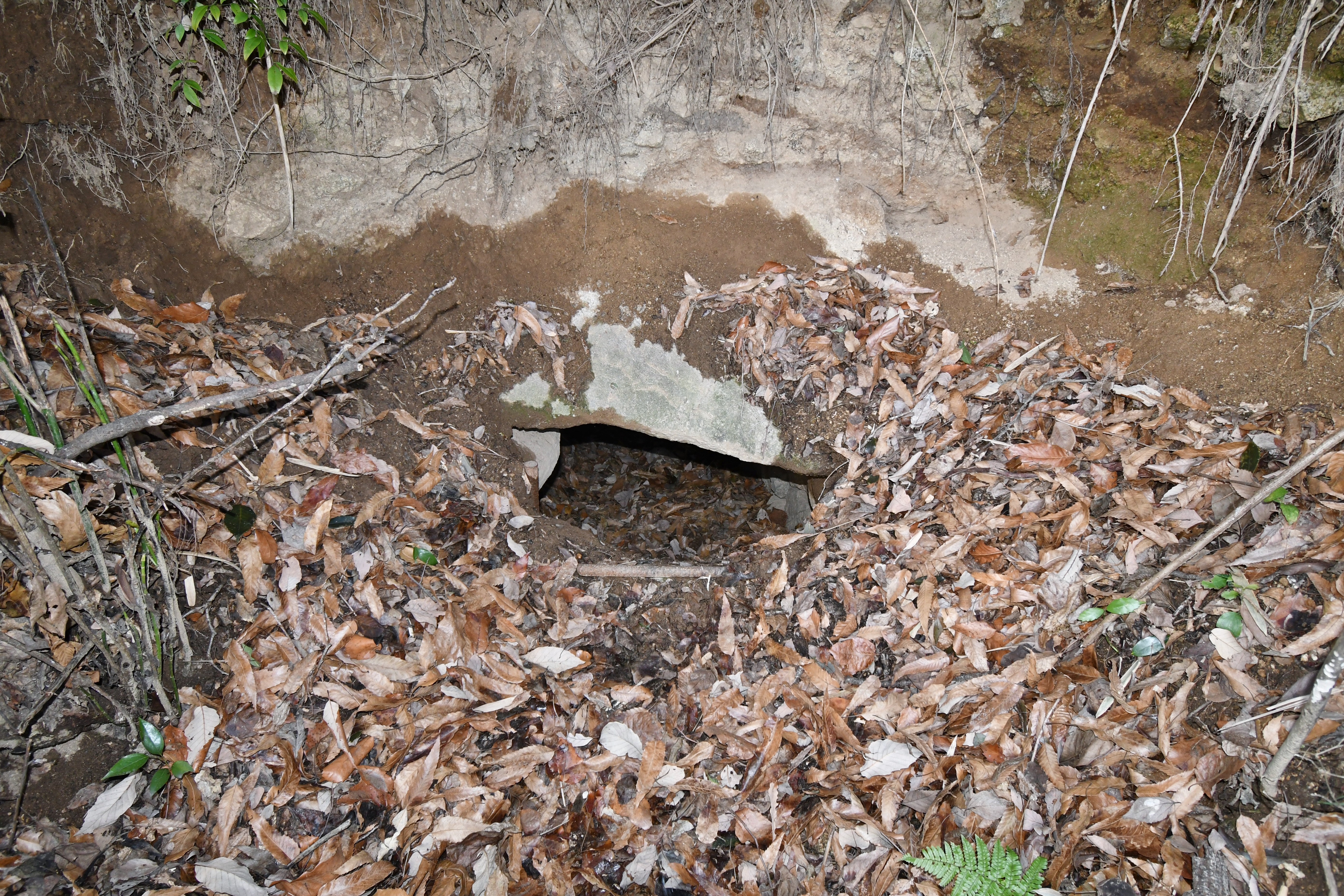
開口部

造出部石室
展開図
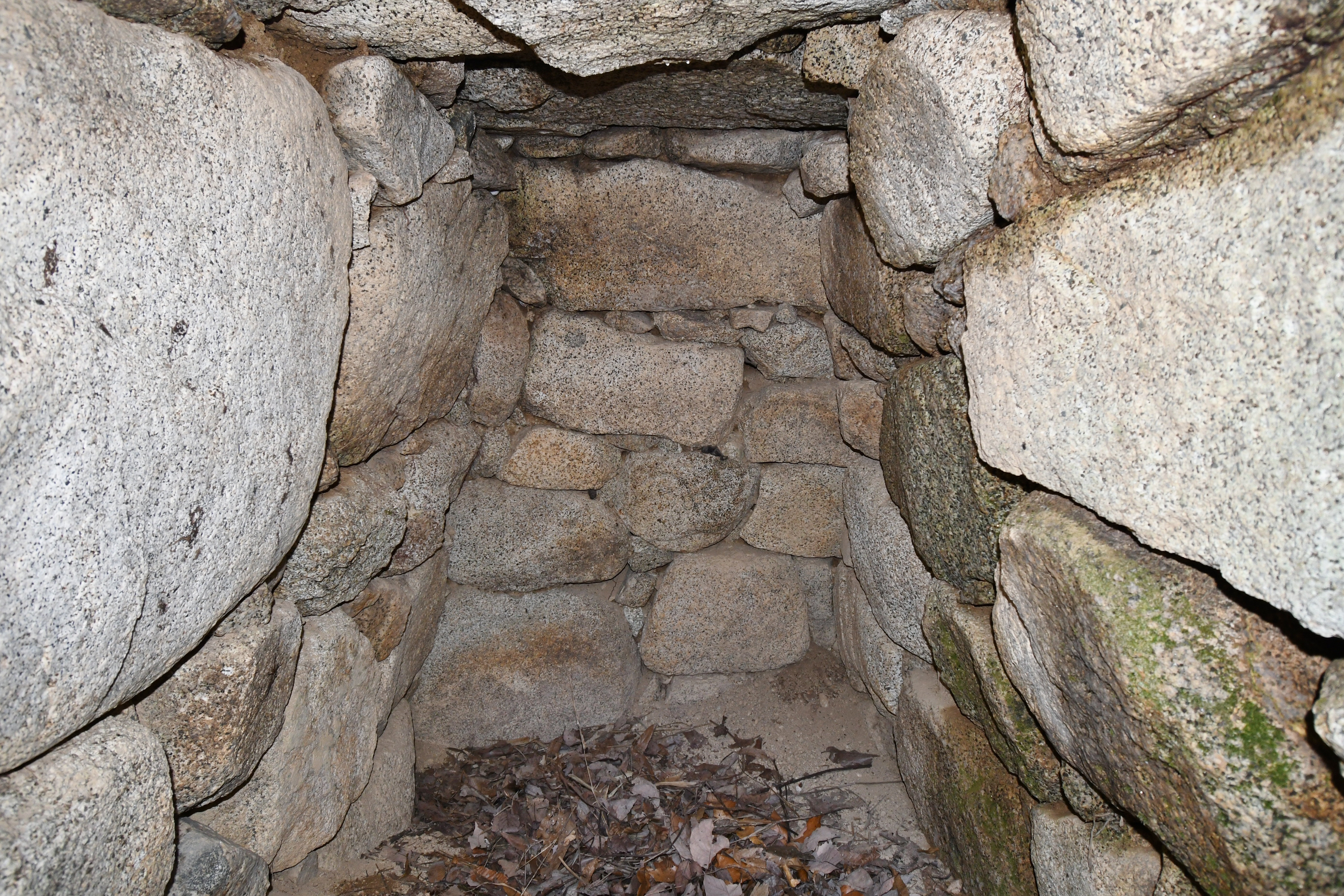
石室内部（奥壁方向）
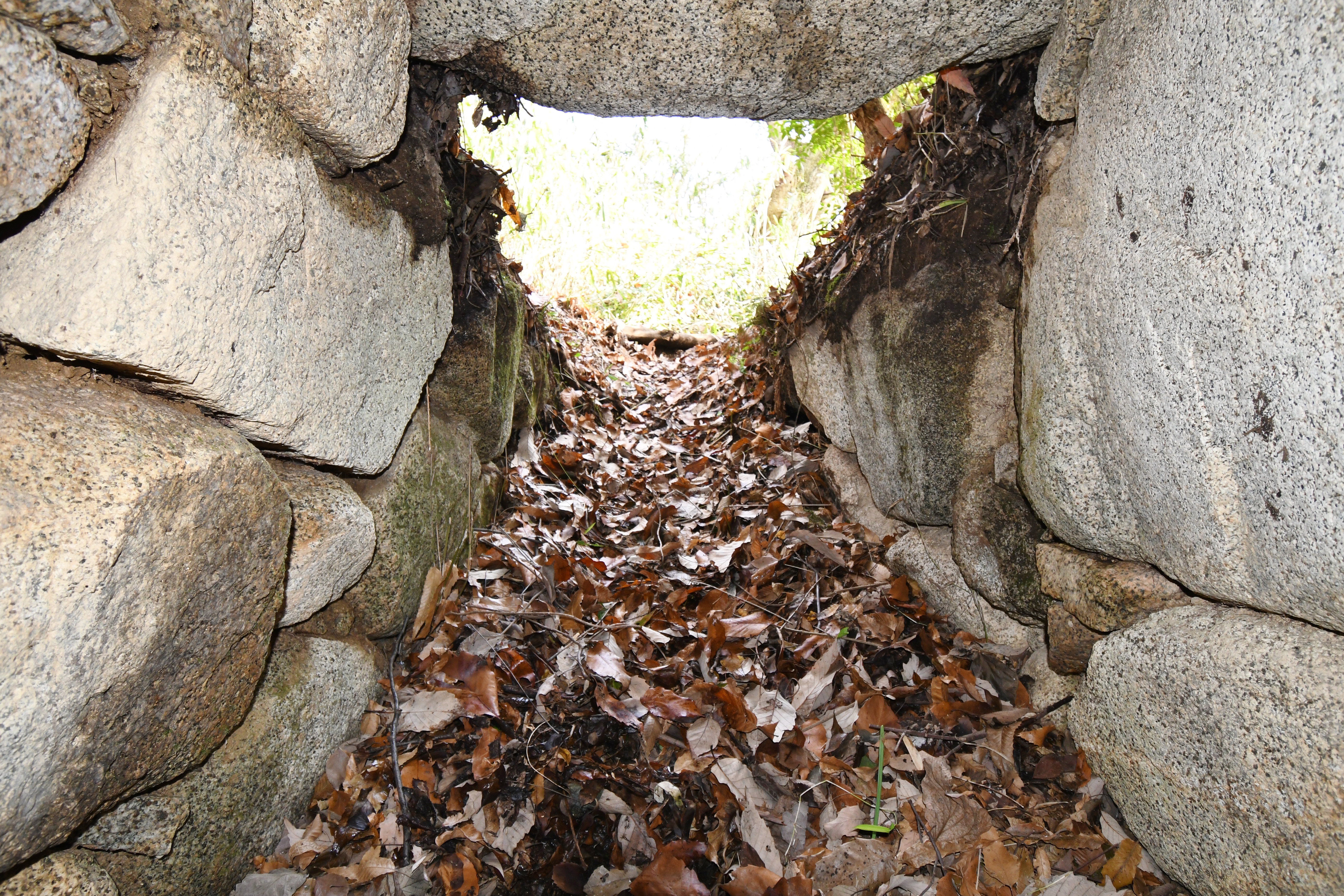
石室内部（開口部方向）
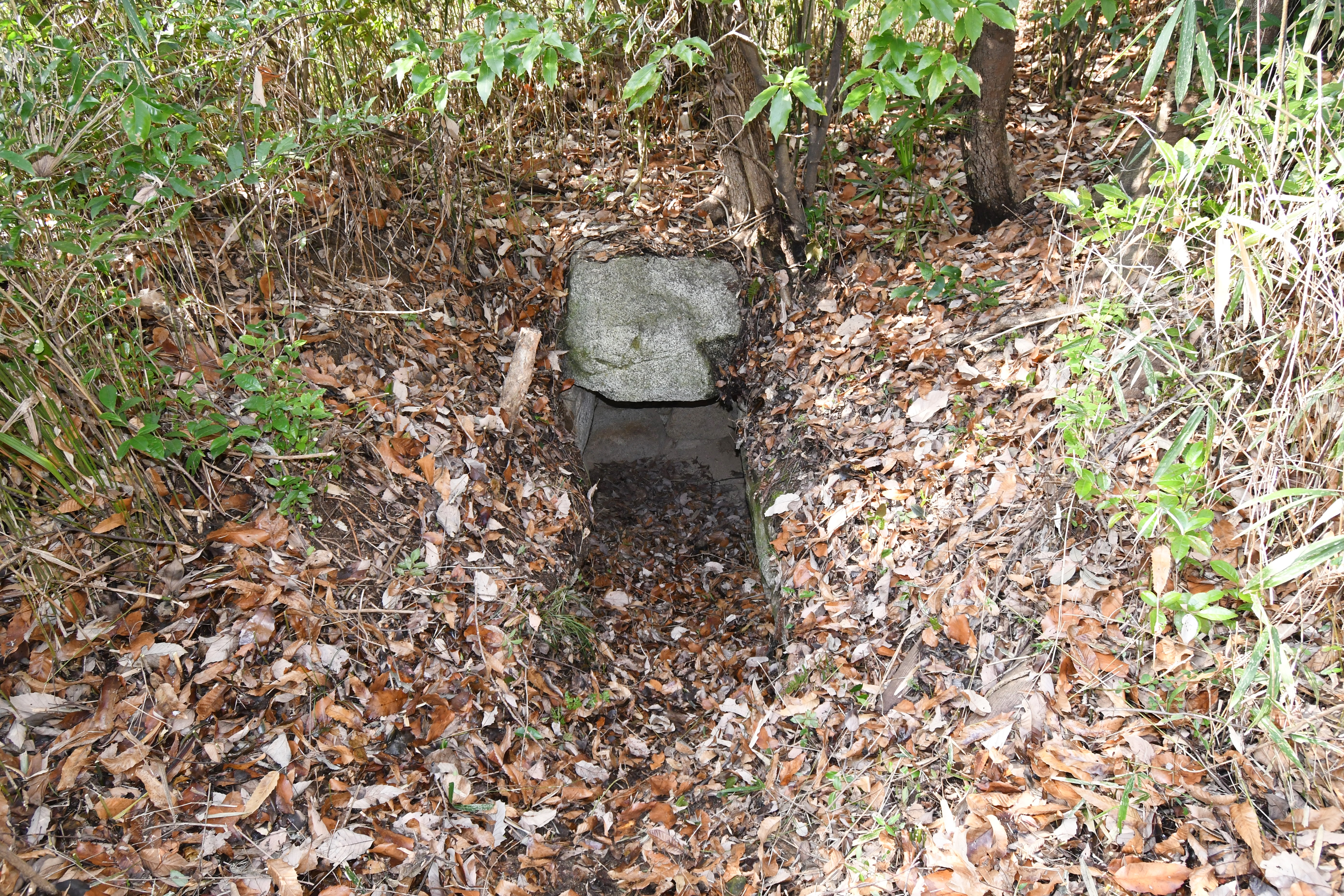
開口部

埋葬施設は後円部、前方部、造出部の三カ所に横穴式石室が設けられている。
後円部石室
石室は両袖式で全長は16.7メートル、玄室の長さは6.73メートル、幅2.98メートル、高さ4.1メートルで、南に開口している。羨道部分には排水溝がつくられている。羨道長さ約9.68メートル、幅約4.1メートル、高さ約1.5メートル、自然石を積み上げている。凝灰岩の石棺が置かれていたとみられているが、すでに破壊されており詳細は不明である。古くから開口していたが、発掘調査で金銅花形座金具、馬具、鉄製武器、農耕具、玉類が出土している。
前方部石室
石室は片袖式で全長は9メートル、玄室は長さ3.9メートル、幅1.7メートル、高さ1.9メートルで、凝灰岩でつくられた組合せ式石棺の底の部分のみが残っている。馬具、農耕具、金・銀製中空玉が出土している。
造出部石室
造出部の石室は朝鮮半島の一部で見られる特殊な形式である。石室は無袖式で全長は7.82メートル、玄室は長さ4.48メートル、幅1.35メートル、高さ1.26メートルである。玄室が羨道部分より一段低く（約0.9メートル）つくられているという特異な形式である。
発掘調査の結果、後円部の石室から金銅製花形座金具、水晶製三輪玉、鉄製鋤先、ガラス玉、梯形鉄製品、鉄製武器、前方部石室から鉄鋤、鉄斧、鉄製馬具、金製空玉（うつろだま）、銀製空玉、須恵器と土師器、造出部の石室から琥珀製棗玉（こはくせいなつめだま）、直刀、刀子、馬具、鉄鏃、鉄斧、鉄鎌、鉄鋤、大量の須恵器が出土している。盗掘を受けていなかったため、これらの総数118点にもおよぶ副葬品が石室内に所狭しと並べられた状態で検出され、そのため副葬品埋葬のための石室ではないかとの説も出されたが、遺物の間に2メートルあまりの空間があることから、ここに木棺が安置されていたと考えられている。

後円部石室
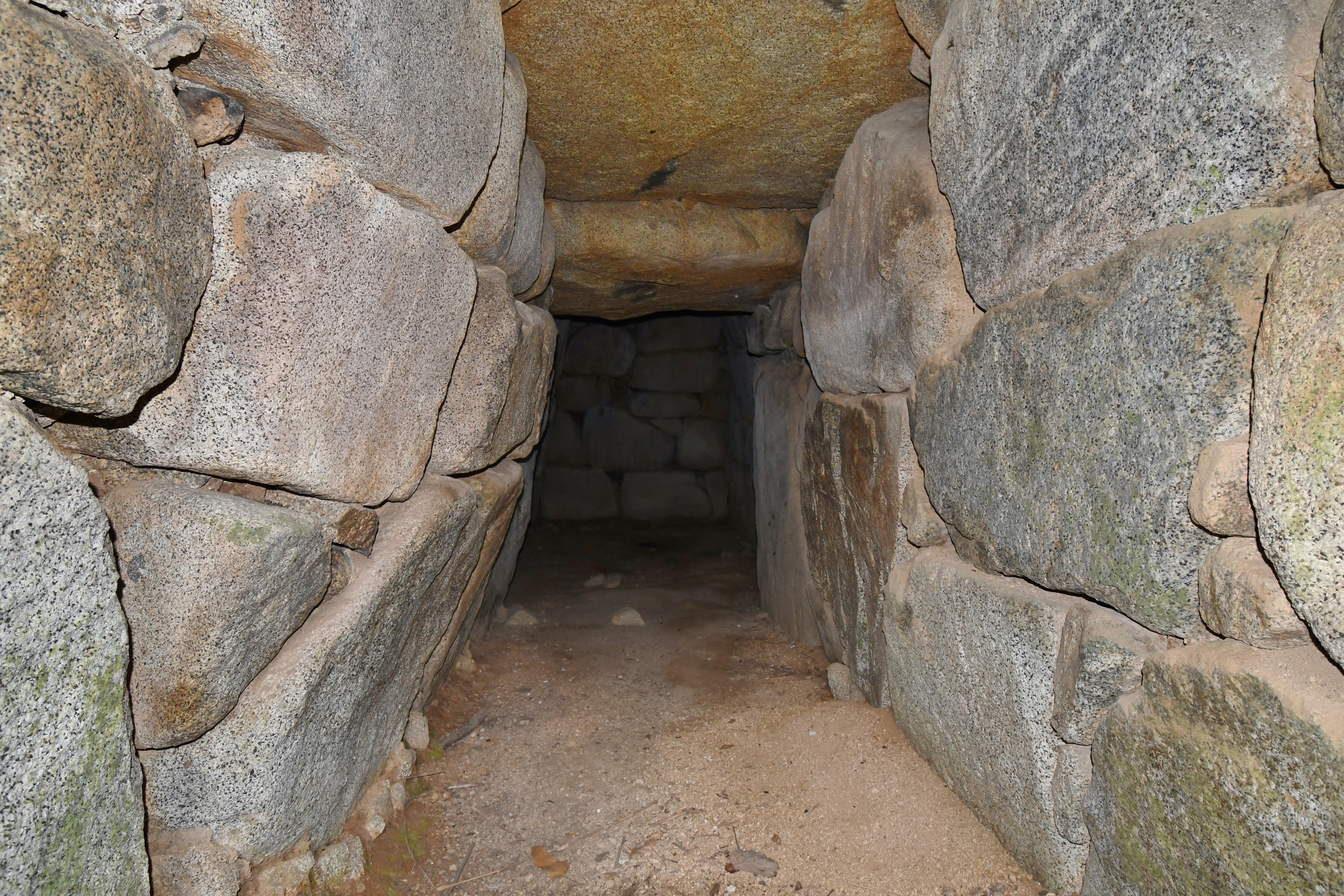
羨道（玄室方向）
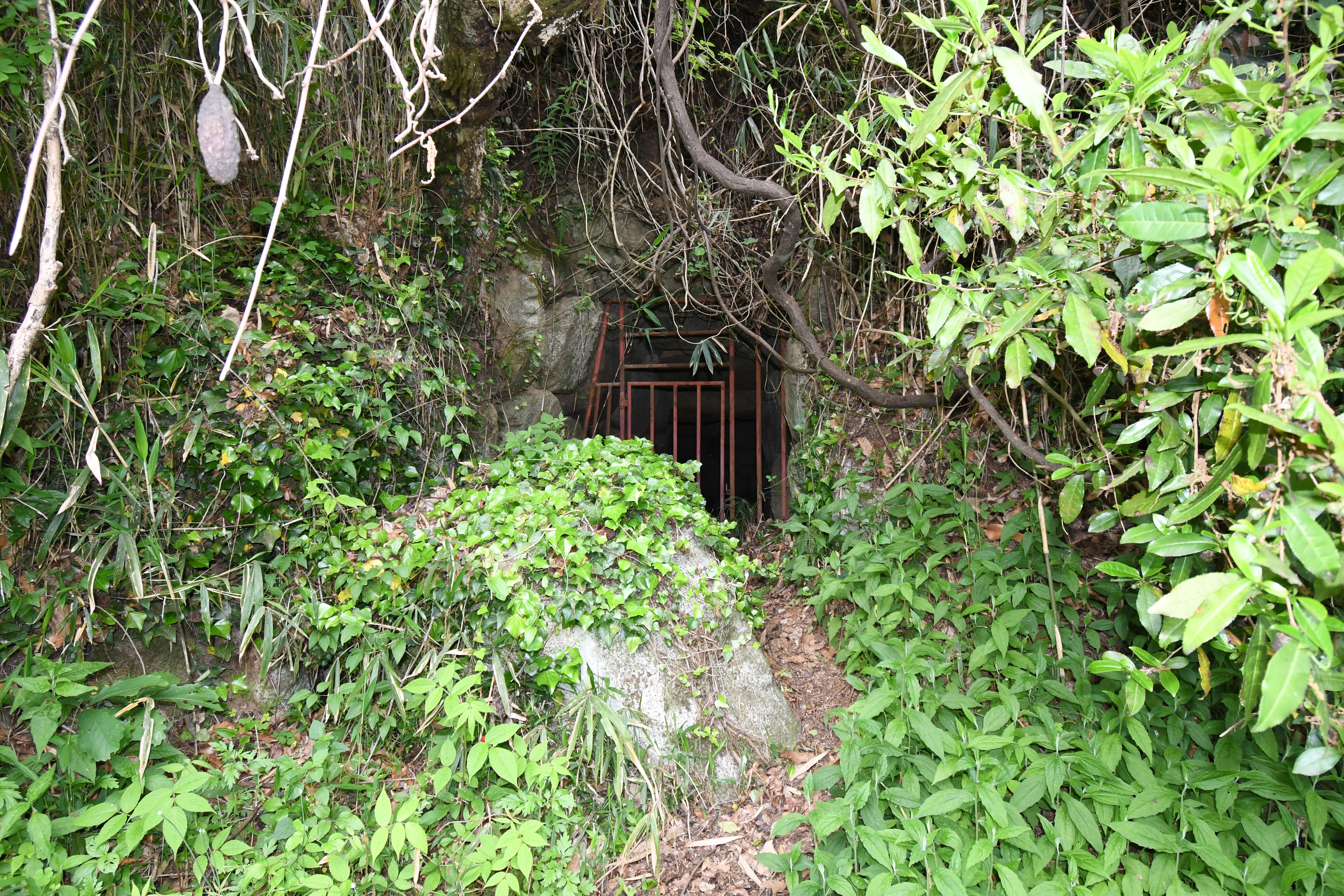
開口部

- 前方部石室
- 展開図
- 玄室（奥壁方向）
- 玄室（開口部方向）
- 羨道（開口部方向）
- 開口部

- 造出部石室
- 展開図
- 石室内部（奥壁方向）
- 石室内部（開口部方向）
- 開口部

## 文化財

### 国の史跡
- 二塚古墳 - 1978年（昭和53年）12月27日指定。

## 関連施設
- 葛城市歴史博物館 - 出土品・墳丘模型を展示。